# Albano Vicariotto
Albano Vicariotto est un footballeur italien  né le 25 janvier 1931 à Altavilla Vicentina et mort le 25 décembre 2019 à Vicence. Il évoluait au poste de milieu de terrain.

## Biographie
Albano Vicariotto commence sa carrière au Vicenza, où il fait ses débuts en Serie A à l'âge de 17 ans lors d'une rencontre contre l'Inter à San Siro. Après avoir joué en Serie B avec Vicenza, il est recruté par le Milan en 1950, mais ne joue que deux matchs durant la saison,.
Il poursuit sa carrière avec des passages au Torino et au Padova, avant de revenir à Milan en 1953, où il contribue à la victoire de deux scudetti et d'une Coupe latine. En 1955, il rejoint la Pro Patria et termine sa carrière professionnelle avec des passages à Palerme et au Pise,.
Il raccroche ses crampons avec le club amateur d'Arzignano Valchiampo (en),.
Au total, durant sa carrière, Vicariotto dispute 72 matchs pour 14 buts marqués en première division italienne. Il dispute un unique match de Coupe des clubs champions.

## Palmarès
AC Milan
- Serie A :
  - Vainqueur : 1950-51, 1954-55.
- Coupe latine :
  - Vainqueur : 1951.
- Torneo di Viareggio :
  - Vainqueur : 1952.